# Novi (Tajtamukái, Adiguesia)
Novi (del ruso: Новый) es un pueblo (posiólok) del raión de Tajtamukái en la república de Adiguesia de Rusia. Está situado 3,5 km al nordeste de Yablonovski y 99 km al noroeste de Maikop, la capital de la república. Tenía 1 895 habitantes en 2010
Pertenece al municipio de Yablonovski.